# Juan Feliu Rodríguez de la Encina
Juan Feliu Rodríguez de la Encina (Benissa, 1833 - València, 1908) fou un polític valencià. Pertanyia a una família acomodada i es llicencia en dret a la Universitat de València, encara que mai no va exercir i es va dedicar a administrar el seu patrimoni. El 1861, influït per Nicolás María Rivero, ingressà al Partit Democràtic, del qual passaria després de la revolució de 1868 al Partit Republicà Democràtic Federal. Participà activament en la revolució, fou comandant d'un batalló de la Milícia Nacional, regidor de l'Ajuntament de València i membre de la Diputació de València pel districte d'Albaida i el 1871 pel de València.
En les eleccions generals espanyoles de 1873 fou elegit diputat per Pego, i durant la revolta cantonalista de València fou vocal de la Junta Revolucionària, tot i que era contrari a la revolta. Durant la restauració borbònica es va alinear amb el sector de Francesc Pi i Margall i va reorganitzar el Partit Federal a València, amb el qual fou escollit novament regidor de València el 1891. Poc després fou destituït en l'Assemblea Federal de Castelló, que el va substituir per Vicent Blasco Ibáñez, cosa que va provocar a la llarga una escissió en el partit.